# Malick Fall (piłkarz)
Malick Fall (ur. 17 listopada 1968 w Matam) – senegalski piłkarz grający na pozycji pomocnika. W swojej karierze rozegrał 3 mecze w reprezentacji Senegalu.

## Kariera klubowa
Swoją karierę piłkarską Fall rozpoczął we francuskim klubie Amiens SC. Swój debiut w nim w drugiej lidze francuskiej zaliczył w sezonie 1986/1987. W 1987 roku przeszedł do innego drugoligowca, SC Abbeville. Grał w nim przez trzy sezony. W latach 1990–1992 był zawodnikiem drugoligowego Angers SCO, a latem 1992 wrócił do Amiens SC. Spędził w nim sezon. W latach 1994–1996 występował w trzecioligowym Stade Brestois 29.
| Sezon   | Klub              | Kraj    | Rozgrywki            | Mecze | Bramki |
| ------- | ----------------- | ------- | -------------------- | ----- | ------ |
| 1986/87 | Amiens SC         | Francja | Ligue 2              | 3     | 0      |
| 1987/88 | SC Abbeville      | Francja | Ligue 2              | 18    | 1      |
| 1988/89 | SC Abbeville      | Francja | Ligue 2              | 30    | 7      |
| 1989/90 | SC Abbeville      | Francja | Ligue 2              | 28    | 9      |
| 1990/91 | Angers SCO        | Francja | Ligue 2              | 20    | 1      |
| 1991/92 | Angers SCO        | Francja | Ligue 2              | 16    | 4      |
| 1992/93 | Amiens SC         | Francja | Ligue 2              | 8     | 0      |
| 1994/95 | Stade Brestois 29 | Francja | Championnat National | ?     | ?      |
| 1995/96 | Stade Brestois 29 | Francja | Championnat National | ?     | ?      |

## Kariera reprezentacyjna
W reprezentacji Senegalu Fall zadebiutował 12 stycznia 1992 w przegranym 1:2 grupowym meczu Pucharu Narodów Afryki 1992 z Nigerią, rozegranym w Dakarze. Na tym turnieju wystąpił również w grupowym meczu z Kenią (3:0) i ćwierćfinałowym z Kamerunem. Był to zarazem jego 3 jedyne mecze rozegrane w kadrze narodowej.